# Горска-Поляна
Горска-Поляна (болг. Горска поляна) — село в Болгарии. Находится в Ямболской области, входит в общину Болярово. Население составляет 84 человека.

## Политическая ситуация
Горска-Поляна подчиняется непосредственно общине и не имеет своего кмета.
Кмет (мэр) общины Болярово — Христо Димитров Христов (Болгарская социалистическая партия (БСП)) по результатам выборов.